# Tantoyuquita
Tantoyuquita är en ort i Mexiko.   Den ligger i kommunen Tamazunchale och delstaten San Luis Potosí, i den sydöstra delen av landet, 210 km norr om huvudstaden Mexico City. Tantoyuquita ligger 163 meter över havet och antalet invånare är 158.
Terrängen runt Tantoyuquita är kuperad åt sydväst, men åt nordost är den platt. Runt Tantoyuquita är det ganska tätbefolkat, med 86 invånare per kvadratkilometer. Närmaste större samhälle är Tamazunchale, 7,8 km väster om Tantoyuquita. I omgivningarna runt Tantoyuquita växer huvudsakligen savannskog.